# Thomas Spencer Cobbold

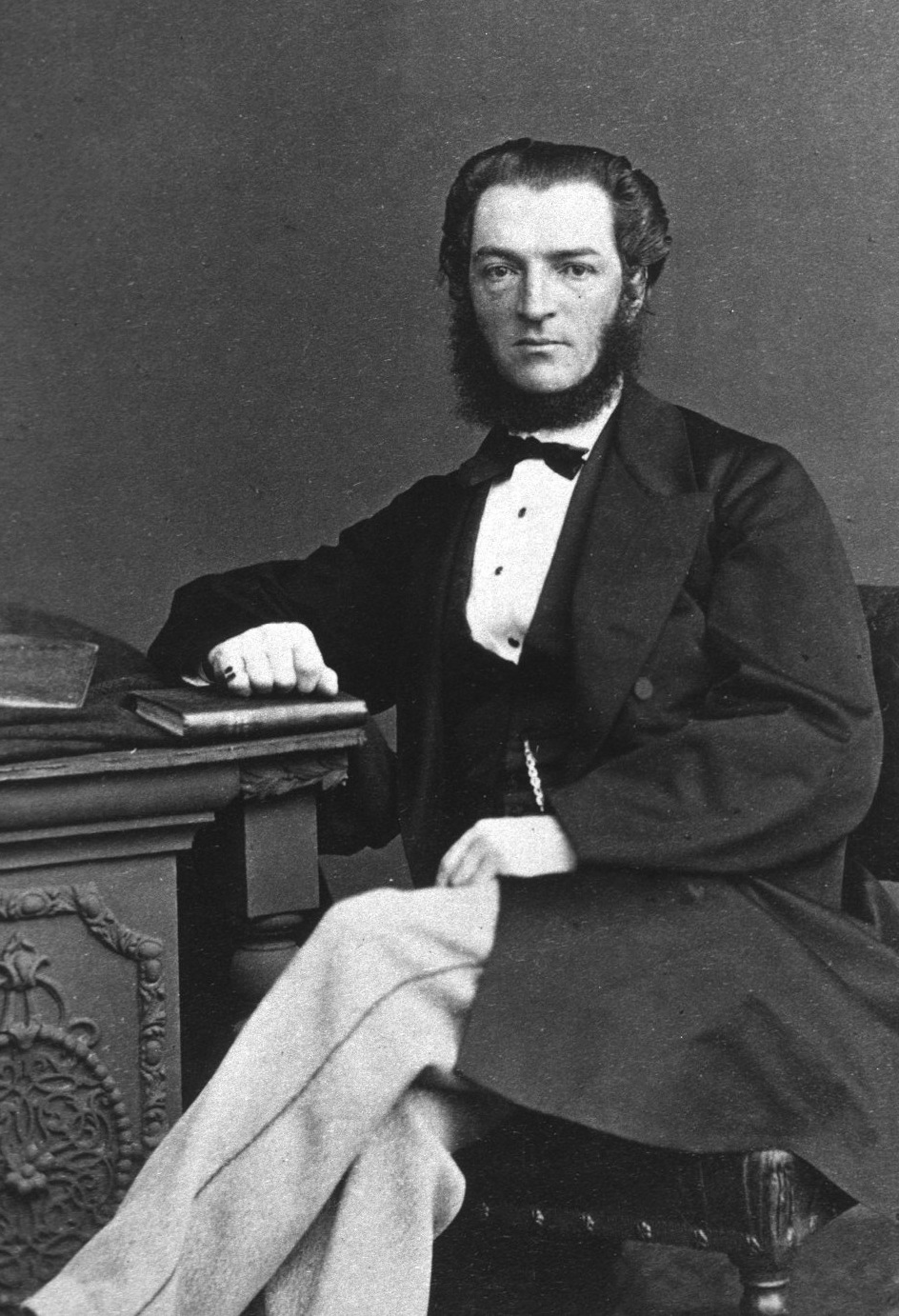
Thomas Spencer Cobbold

Thomas Spencer Cobbold (* 28. Mai 1828 in Ipswich; † 20. März 1886 in London) war ein britischer Mediziner, Zoologe und auf Würmer spezialisierter Parasitologe.

## Leben
Cobbold war der im Londoner Stadtteil Maida Hill geborene Sohn des Geistlichen und Schriftstellers Richard Cobbold (1797–1877), Autor des Romans History of Margaret Catchpole. Cobbold ging bei dem Chirurgen J. G. Crosse (Norfolk und Norchwich Hospital) in die Lehre und studierte Medizin in Edinburgh, wo er 1851 promoviert wurde. Er hatte die Goldmedaille der Universität gewonnen, war Schüler des Anatomen John Goodsir (1814–1867), kurz in Paris und danach ab 1851 Kurator am Anatomischen Museum in Edinburgh. Er war ab 1857 Lecturer für Botanik am St. Mary’s Hospital in London und für Zoologie und vergleichende Anatomie am Middlesex Hospital (ab 1861). Er forschte über parasitische Würmer und praktizierte auf diesem Gebiet auch als beratender Arzt in London. 1868 bis 1873 war er Swiney Lecturer für Geologie am British Museum (ernannt durch den Einfluss von Roderick Murchison) und danach Professor für Botanik am Royal Veterinary College, was später in eine eigens für ihn geschaffene Professur für Helminthologie umgewandelt wurde.
Sein Spezialgebiet waren parasitische Würmer in Mensch und Tier. Die Spulwurmgattung Cobboldina ist nach ihm benannt.
Er war ab 1864 Fellow der Royal Society. 1879/80 war er Präsident des Quekett Microscopical Club.

## Schriften
- Entozoa; an introduction to the study of Helminthology, with reference more particularly to the internal parasites of man, 1864.
- Entozoa, 1869 (Supplement zu Entozoa von 1864).
- The Grouse Disease, 1873.
- The Internal Parasites of our Domesticated Animals, 1873.
- Parasites, 1879.
- Tapeworms, 1866; fourth edition, 1883.
- Worms, 1872.
- Human Parasites, 1882.
- Parasites of Meat and Prepared Flesh Food, 1884.
- Our Food-producing Ruminants and the Parasites which reside in them, Cantor Lectures, 1871.
- Catalogue of the Specimens of Entozoa in the Museum of the Royal College of Surgeons of England, 1866.